# François Barrême
François Barrême o François-Bertrand Barrême, nacido en Tarascon el 7 de julio de 1638, muerto en París en 1703, fue un matemático francés, considerado como uno de los fundadores de la Contabilidad.

## Biografía
Luego de haberse dedicado al comercio en Italia, se instaló en París, donde dicta lecciones de Teneduría de Libros y deviene protegido de Jean-Baptiste Colbert, el ministro de finanzas del Rey Luis XIV. Designado Experto en cuentas de la Cámara de Cuentas de París y Aritmético Ordinario Real, fue el autor de libros de tablas matemáticas prácticas, destinadas a evitar cálculos engorrosos en el ámbito monetario.
Su Libro necesario..., reeditado en numerosas oportunidades y que pasó a ser conocido más tarde con el nombre de Barrême Universel, constituye una de las obras fundacionales de la Contabilidad y prestó el apellido del autor para la designación genérica de cualquier tabla matemática, con la aliteración barème que devino luego en la castellana baremo, de uso cotidiano en el ámbito de la Justicia.

## Principales publicaciones
- Les Comptes faits, ou Le Tarif général de toutes les monnoyes (1669)
- Le Livre nécessaire pour les comptables, avocats, notaires, procureurs, négociants, et généralement à toute sorte de conditions (1671)
- La Géométrie servant à l'arpentage, ouvrage si facile et si commode que par la seule addition on peut mesurer toute sorte de terres, bois et bâtimens (1673)
- Le Grand Banquier, ou le Livre des monnoyes étrangères réduites en monnoyes de France (1696)
- Le Livre facile pour apprendre l'arithmétique de soy-même & sans maître. Augmenté dans cette nouvelle édition de plus de 190 pages ou règles différentes, par N. Barrême. Ouvrage très-nécessaire à toute sorte de personne, aux unes pour apprendre l'arithmetique ; & à ceux qui la sçavent pour les aider à rappeller leur memoire de quantité de règles, qui s'oublient facilement faute de pratique journalière. Enseignée par Barrême, seul expert nommé par nosseigneurs de la Chambre des Comptes (1698)